# Wikimánia
A Wikimánia (Wikimedia International Conference) a wikiprojektek szerkesztőinek megrendezett évenkénti konferencia, melyet a Wikimédia Alapítvány szervez. Az előadások és viták témája a Wikimédia Alapítvány projektjei, más wikik, a nyílt forráskód és a szabad tartalom.

## Áttekintés
| Logó                                                   | Konferencia    | Dátum                  | Hely                              | Kontinens          | Résztvevők száma             |
| ------------------------------------------------------ | -------------- | ---------------------- | --------------------------------- | ------------------ | ---------------------------- |
|                                                        | Wikimánia 2005 | 2005. augusztus 5–7.   | Frankfurt am Main, Németország    | Európa             | 380                          |
|                                                        | Wikimánia 2006 | 2006. augusztus 4–6.   | Cambridge, Massachusetts, USA     | Észak-Amerika      | 400                          |
|                                                        | Wikimánia 2007 | 2007. augusztus 3–5.   | Tajpej, Tajvan                    | Ázsia              | 440                          |
|                                                        | Wikimánia 2008 | 2008. július 17–19.    | Alexandria, Egyiptom              | Afrika             | 650                          |
|                                                        | Wikimánia 2009 | 2009. augusztus 26–28. | Buenos Aires, Argentína           | Dél-Amerika        | 559                          |
|                                                        | Wikimánia 2010 | 2010. július 9 – 11.   | Gdańsk, Lengyelország             | Európa             | 500 körül                    |
|                                                        | Wikimánia 2011 | 2011. augusztus 5–7.   | Haifa, Izrael                     | Ázsia              | 720                          |
|                                                        | Wikimánia 2012 | 2012. július 12–15.    | Washington, USA                   | Észak-Amerika      | 1,400                        |
|                                                        | Wikimánia 2013 | 2013. augusztus 7–11.  | Hongkong, Kína                    | Ázsia              | 700                          |
|                                                        | Wikimánia 2014 | 2014. augusztus 6–11.  | London, Egyesült Királyság        | Európa             | 1762                         |
|                                                        | Wikimánia 2015 | 2015. július 15–19.    | Mexikóváros, Mexikó               | Észak-Amerika      | N/A                          |
|                                                        | Wikimánia 2016 | 2016. június 21–28.    | Esino Lario, Olaszország          | Európa             | 1365                         |
|                                                        | Wikimánia 2017 | 2017. augusztus 9–13.  | Montréal, Kanada                  | Észak-Amerika      | 915                          |
| Logo Wikimania Cape Town                               | Wikimánia 2018 | 2018. július 18–22.    | Fokváros, Dél-afrikai Köztársaság | Dél-Afrika (régió) | 700 felett                   |
| Logo Wikimania Stockholm                               | Wikimánia 2019 | 2019. augusztus 14–18. | Stockholm, Svédország             | Európa             | 800 felett                   |
| 2020: Nem volt Wikimánia a COVID–19 világjárvány miatt |                |                        |                                   |                    |                              |
| Logo Wikimania 2021                                    | Wikimánia 2021 | 2021. augusztus 13–17. | Virtuális környezet               | –                  | N/A                          |
| Logo Wikimania 2022                                    | Wikimánia 2022 | 2019. augusztus 11–14. | Virtuális környezet               | –                  | N/A                          |
| Logo Wikimania Singapore                               | Wikimánia 2023 | 2019. augusztus 15–20. | Szingapúr, Virtuális környezet    | Ázsia              | Személyes: 761, Online: 2105 |
| Logo Wikimania 2024                                    | Wikimánia 2024 | 2024. augusztus 6–10.  | Katowice, Lengyelország           | Európa             | N/A                          |
|                                                        | Wikimánia 2025 | 2025. augusztus 5–9.   | Nairobi, Kenya                    | Afrika             |                              |

## Története

### Wikimánia 2005

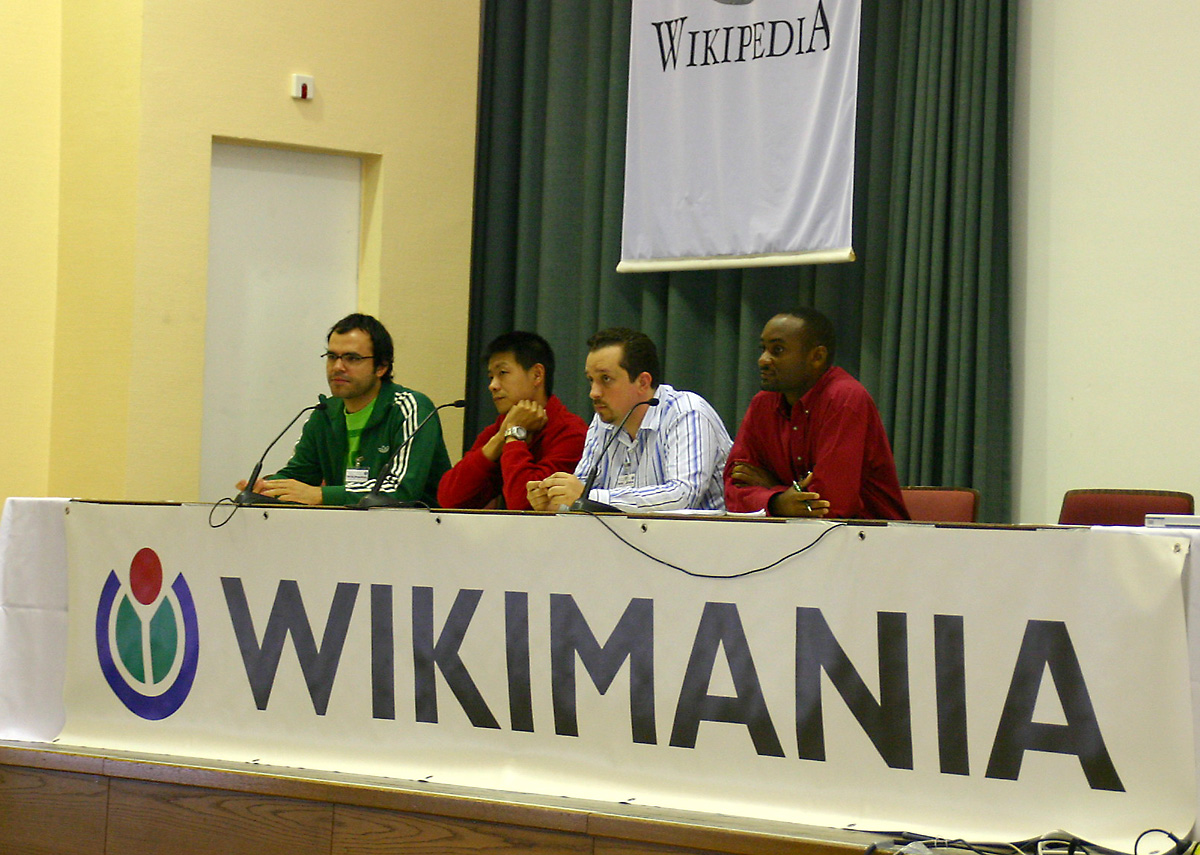
Szereplők a németországi 2005-ös első Wikimánián

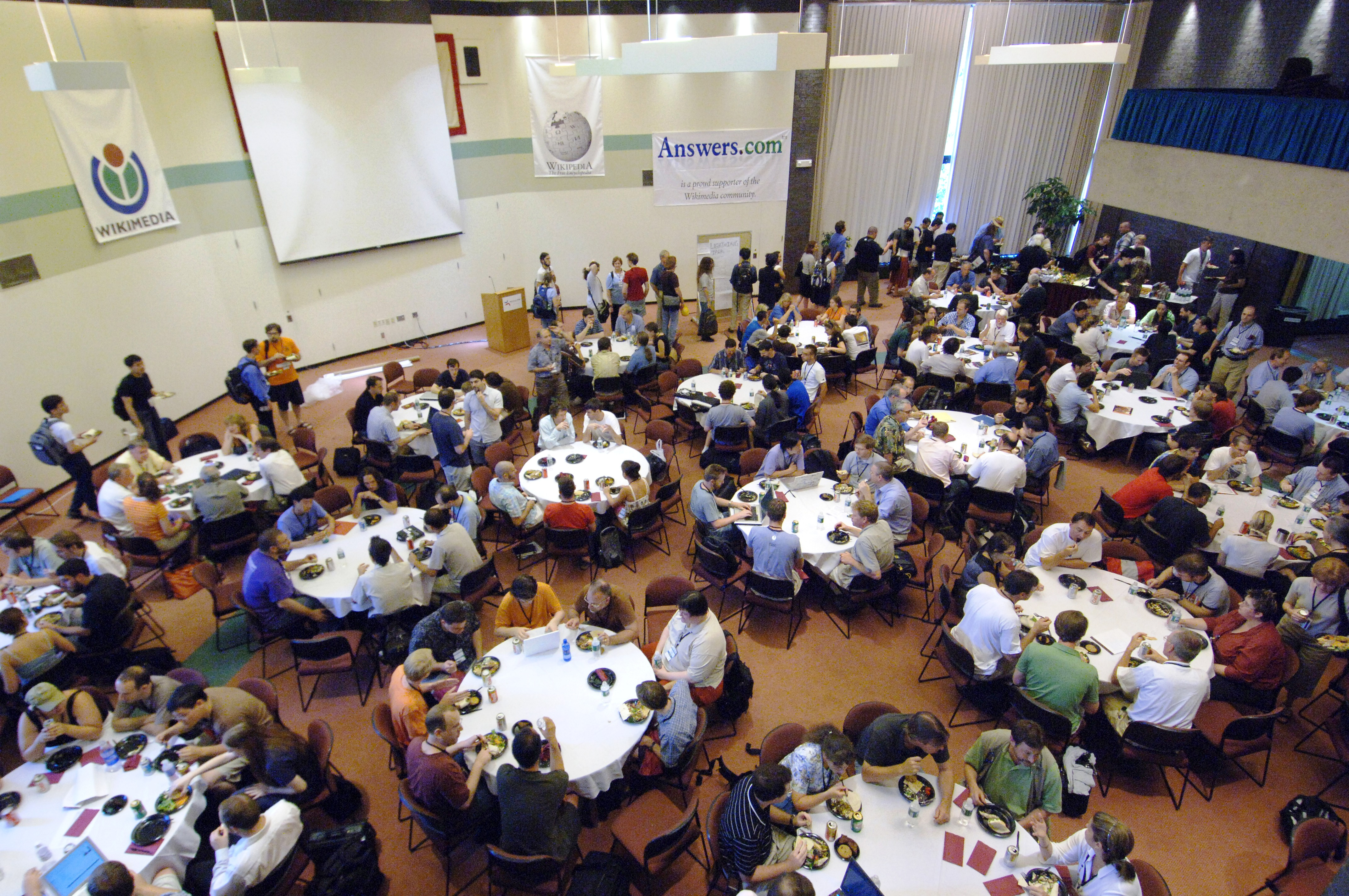
A résztvevők az ebédlőben
a 2006-os Wikimánián

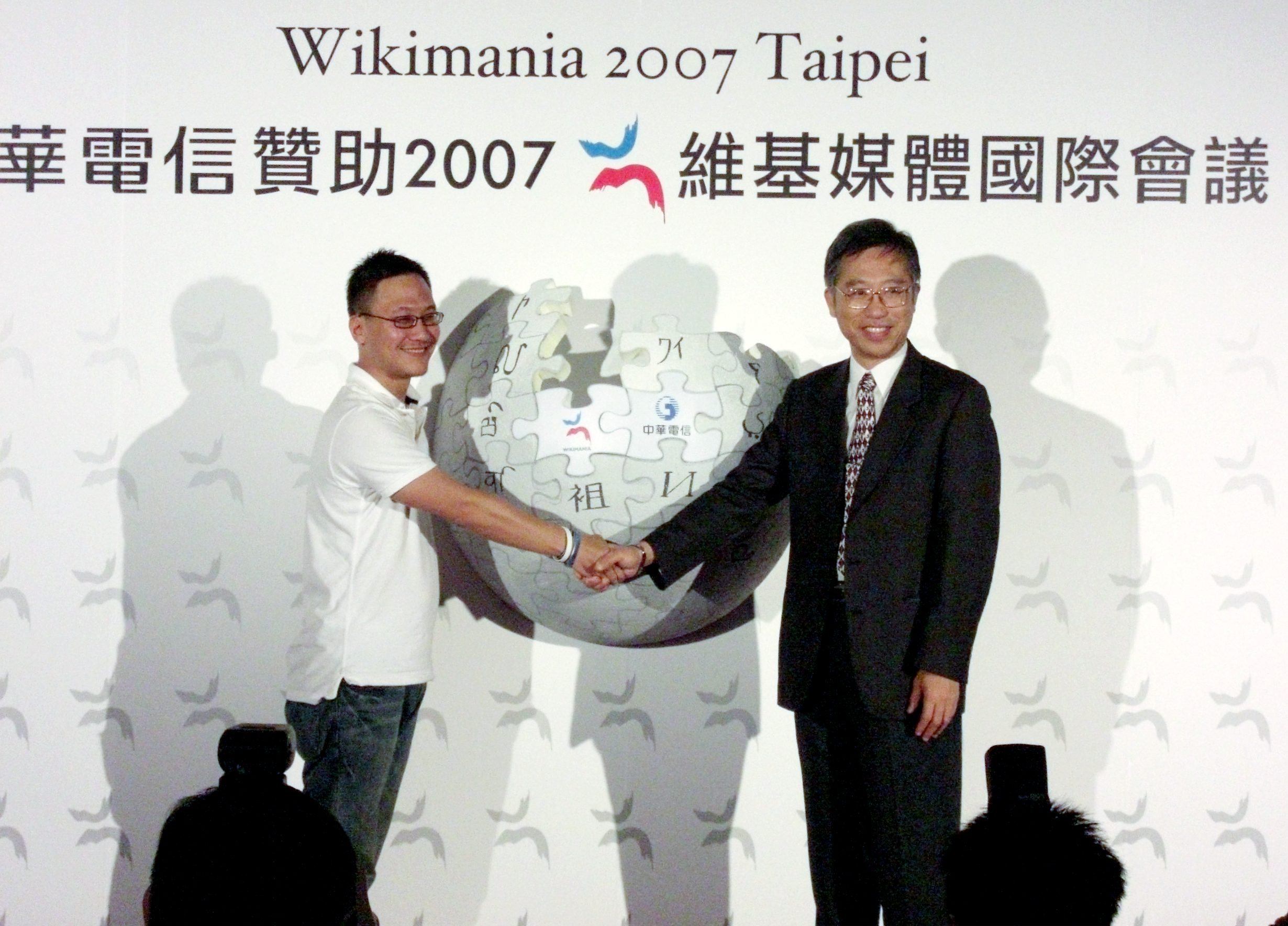
A 2007-es taipei Wikimániát szponzoráló Chunghwa Telecom sajtókonferenciája

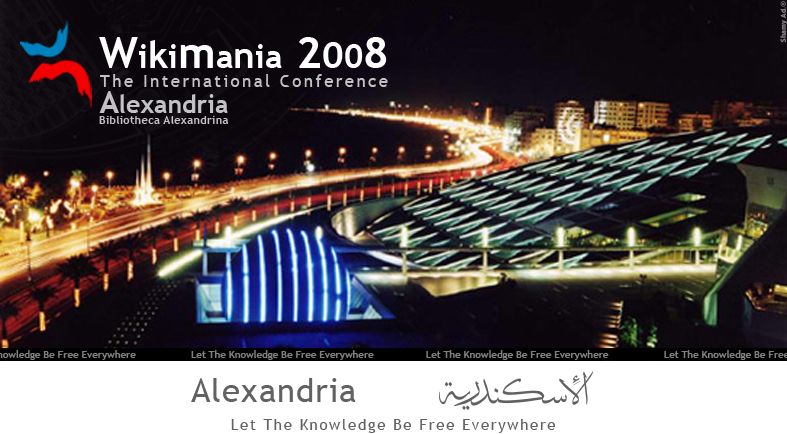
A 2008-as alexandriai Wikimánia reklámja

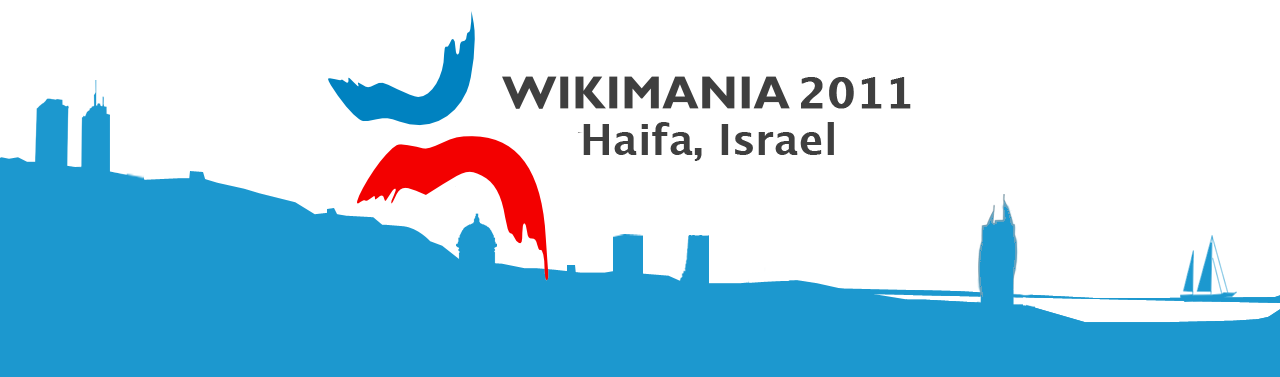
A Haifában tartott 2011-es Wikimánia hivatalos logója

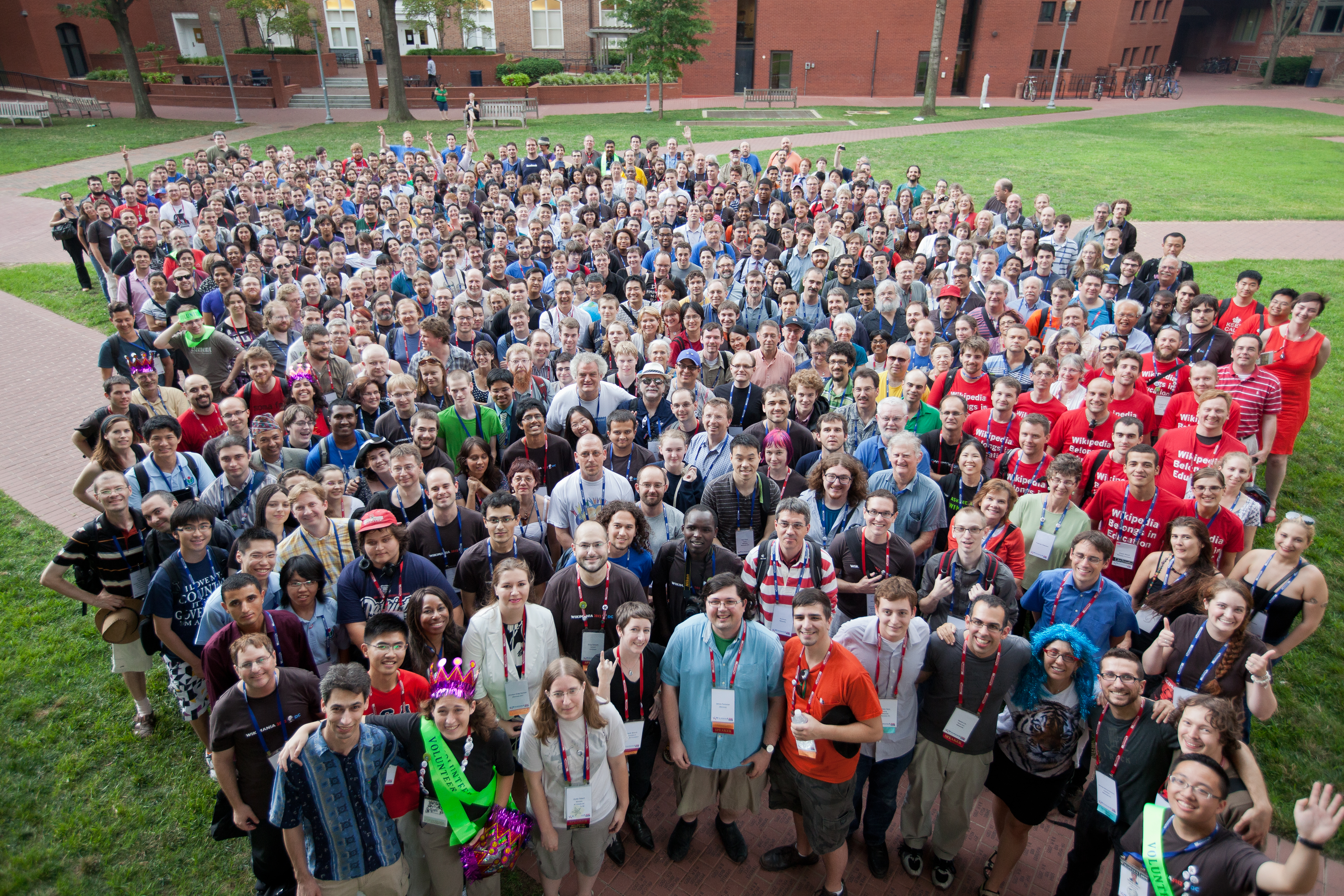
A 2012-es Wikimánia csoportképe Washingtonban

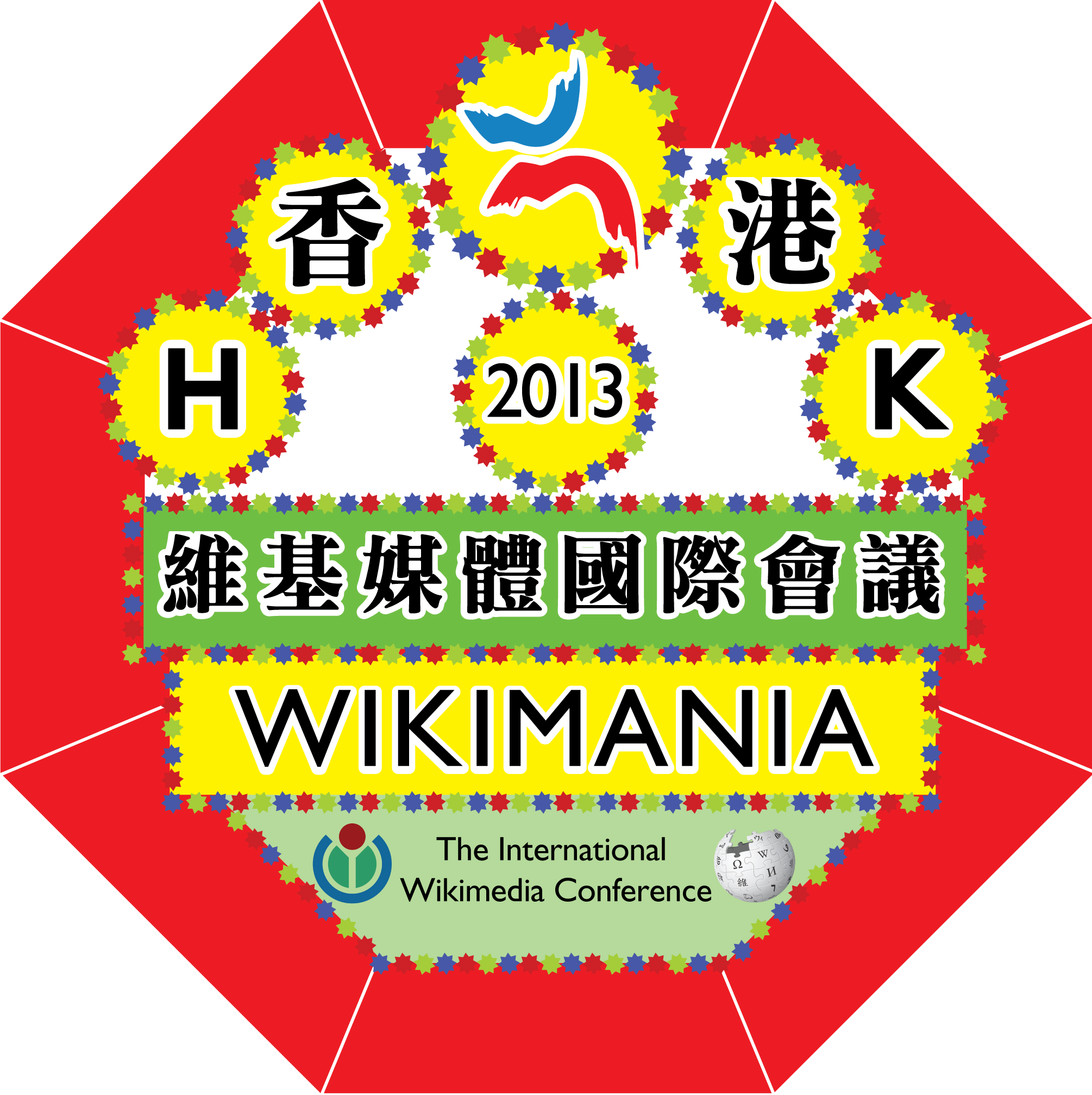
A 2013-as hongkongi Wikimánia logója

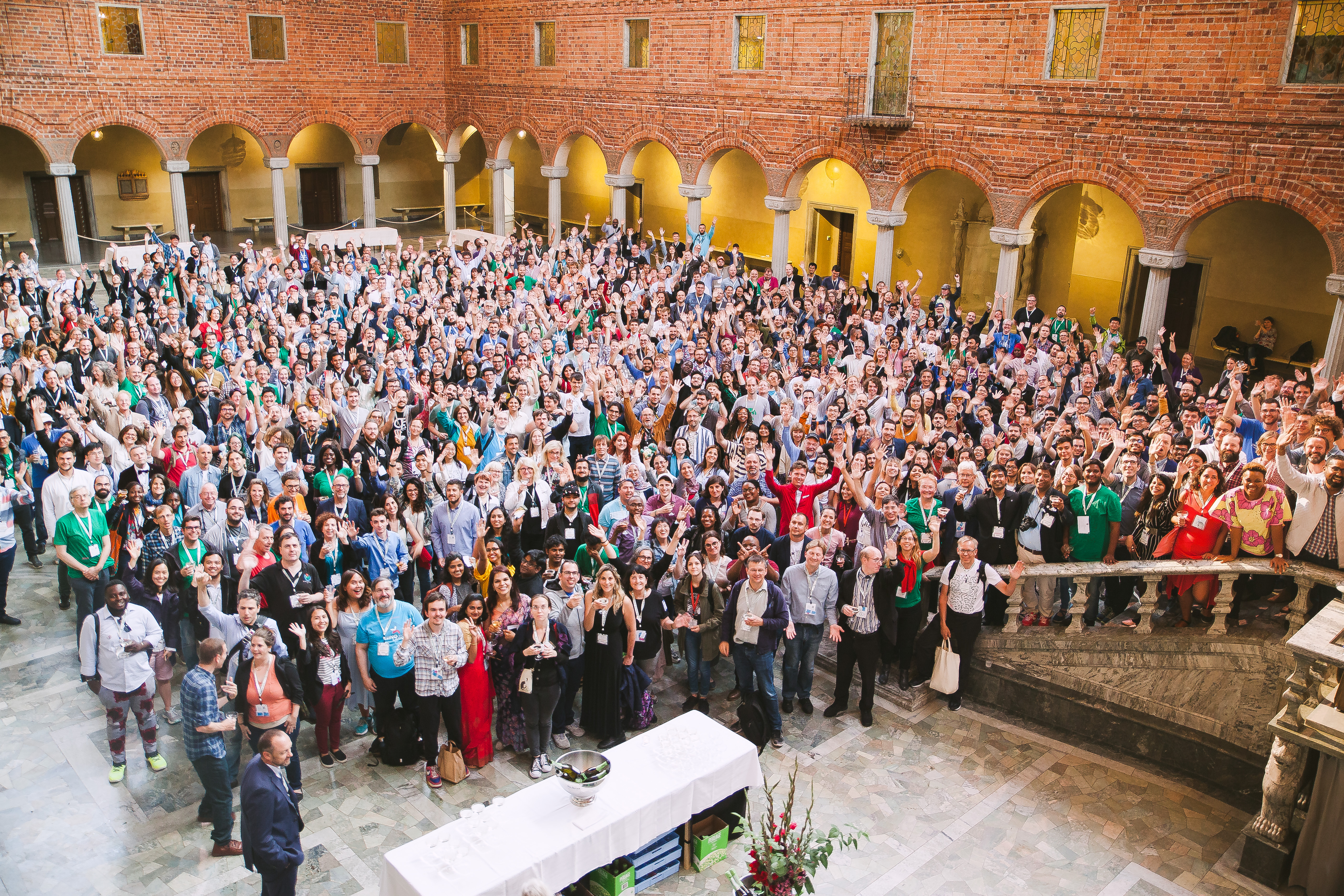
2019-es stockholmi Wikimania csoportképe

A legelső Wikimánia konferenciát 2005. augusztus 4–8. között a németországi Frankfurtban, a Haus der Jugend-ben tartották.
A konferencia hetében, augusztus 1–4. között négy „hekkelő napot” is tartottak, melyeken mintegy 25 fejlesztő gyűlt össze, ők programozási kérdéseken dolgoztak, valamint a MediaWiki és a Wikimedia projektek működtetésének műszaki aspektusait beszélték meg. A konferencia legfontosabb napjai, annak ellenére, hogy azt augusztus 4–8–ra hirdették meg, 5–7-ig, péntektől vasárnapig tartottak. Ez alatt a három nap alatt előre meghirdetett program szerint folytak az előadások.
Vitaindító beszédeket Jimmy Wales, Ross Mayfield, Ward Cunningham és Richard Stallman tartott (ez utóbbi előadásának címe „A szerzői jog és a társadalom a számítógép-hálózatok korában” volt). A programok és előadások többségének nyelve az angol volt, bár néhányat német nyelven is tartottak.
Az esemény szponzorai közt olyan nevek szerepeltek, mint az Answers.com, a SocialText, a Sun Microsystems, a DocCheck és a Logos Group.

### Wikimánia 2006
A Wikimania 2006-ot 2006. augusztus 6-8. között tartották meg az Amerikai Egyesült Államokban a Massachusetts állambeli Cambridge Harvard Law School-jában. A programnak mintegy 400-500 résztvevője volt.
Előadást tartott többek közt Jimmy Wales, Lawrence Lessig, Brewster Kahle, Yochai Benkler, Mitch Kapor, Ward Cunningham és David Weinberger. A rákövetkező napon Dan Gillmor tartott kötetlen sajtótájékoztatót.
Wales plenáris beszédét az Associated Press is átvette, a beszéd számos nemzetközi napilapban is megjelent. Wales anekdotázva mesélte, hogy „pizsamájában üldögélve”, hogyan fogant meg benne az Alapítvány ötlete, és hogyan nőtte az ki magát a jelenlegi érett szervezetté. Mesélt a „minőség a mennyiség felett” igényéről; arról, hogy a Wikipédia megtalálható lesz a „minden gyermeknek laptopot” (One Laptop per Child) program számítógépein; arról, hogy a Wikiversity és a tanácsadó-testület létrehozását jóváhagyta az Alapítvány kuratóriuma; és arról, hogy a Wikia, Inc. magánbefektetésének köszönhetően a Wiki-WYG fejlesztésnek indult.
A Wikimania 2006 főszponzora az Answers.com volt, míg az Amazon.com, a Harvard Law School-beli Berkman Center for Internet & Society, a Nokia, a WikiHow jószolgálati szponzorok, a Wetpaint, az Ask.com, a Yahoo! és a Socialtext pártfogó szponzorok, az IBM, az FAQ Farm, az Elevation Partners, a One Laptop per Child és a Sunlight Foundation a konferencia támogatói szintű szponzorai voltak.

### Wikimánia 2007
2006. szeptember 25-én jelentették be, hogy a következő 2007-es Wikimánia Tajpej-ben lesz 2007. augusztus 3-5. között. Ez volt az első olyan konferencia, amelynek keretén belül szerkesztői tréninget tartottak.
A szervezés jogára ekkor London, Alexandria és Torino pályázott. A hivatalos jelentkezést beadó Hongkongnak, Szingapúrnak, Isztambulnak és Orlandonak nem sikerült felkerülnie a szűkített listára. Genf, Chicago és Las Vegas jelentkezései el sem jutottak a hivatalos státuszig.
2007. augusztus 3-án a The New York Times riportere, Noam Cohen így számolt be az eseményről: „a konferenciára mintegy 440 résztvevő érkezett, – ennek kicsivel több mint a fele Taiwanról – hogy 3 napra elmerüljön egy teljesen önkéntesek által írt enciklopédia ötleteiben és problémáiban. A szemináriumok olyan gyakorlati, hasznos témákat öleltek fel, mint: hogyan lehet békésen együttműködni; mi a jelentősége a »szakértelemnek« egy olyan projektben, mely arról nevezetes, hogy bárki – akár névtelenül is – szerkesztheti?”

### Wikimánia 2008
A Wikimania 2008-at 2008. július 17-19. között tartották meg Alexandriában. A konferencia helyszínéül a Bibliotheca Alexandrinát választották. A másik két lehetséges város Atlanta és Fokváros volt. Karlsruhe, London és Toronto szintén pályázott, de nem került fel a szűkített listára. A konferencia helyszíne körül később kisebb botrány alakult ki Egyiptom állítólagos cenzúrázása és a bloggerek bebörtönzése miatt.

### Wikimánia 2009
A Wikimania 2009-et Buenos Aires-ben tartották meg 2009. augusztus 26-28. között. A helyszínt a két legesélyesebb pályázó, Buenos Aires és Toronto közül választották ki. Brisbane és Karlsruhe szintén pályázott, azonban később visszavonták pályázatukat.

### Wikimánia 2010
A Wikimania 2010-et Gdańskban rendezték meg a Polish Baltic Philharmonic koncertteremben. A két másik pályázó Amszterdam és Oxford minimális szavazatszámmal veszítette el a rendezési jogot. A rendezvény előtti pár napban a WikiSym nevű konferenciát rendezték meg a helyszínen.

### Wikimánia 2011
A 2011-es Wikimániát augusztus 4–7. között tartották Haifában, Izraelben.

### Wikimánia 2012
A 2012-es Wikimániát július 12-15. között tartották Washingtonban, Amerikai Egyesült Államokban.

### Wikimánia 2013
A 2013-as Wikimániát augusztus 7-11. között tartották Hongkongban, Kínában.

### Wikimánia 2014
A 2014-es Wikimániát augusztus 6-10. között tartották Londonban, Nagy Britanniában.

### Wikimánia 2015
A tizenegyedik Wikimánia konferencia, amelyet 2015 július 15-től 19-ig tartottak, a Hilton Mexico City Reforma hotelben, Mexikóvárosban, Mexikóban.

### Wikimánia 2016
A tizenkettedik Wikimánia konferencia, amely 2016 június 24-től 26-ig tartott, az olaszországi Esino Larióban. Itt jelentették be, hogy Katherine Maher lesz a Wikimédia Alapítvány ügyvezető igazgatója.

### Wikimánia 2017
A tizenharmadik Wikimánia konferencia, amely 2017 augusztus 9-től 13-ig tart Montréalban, Kanadában. (Wikimania Montreal — 9 to 13 August, 2017, presentations, videos)

### Wikimánia 2018
A tizennegyedik Wikimánia konferenciát Fokvárosban, Dél-Afrikában tartották 2018. július 18-tól 22-ig. (presentations, videos)

### Wikimánia 2019
A tizenötödik Wikimánia konferenciát Stockholmban, Svédországban tartották 2019. augusztus 14-től 18-ig.